# بارپ گاوگ
بارپ گاوگ (به لاتین: Barp Gewog) یک منطقهٔ مسکونی در بوتان (کشور) است که در ناحیه پوناخا واقع شده‌است.
بارپ گاوگ ۲۴٫۶۵ کیلومتر مربع مساحت دارد ۱٬۴۰۰–۱٬۸۰۰ متر بالاتر از سطح دریا واقع شده‌است.